# Ctenochira infesta
Ctenochira infesta là một loài tò vò trong họ Ichneumonidae.